# Urotheca pachyura
Espèce
Synonymes
- Contia pachyura Cope, 1875
- Rhadinaea pachyura (Cope, 1875)

Statut de conservation UICN

 LC  : Préoccupation mineure
Urotheca pachyura  est une espèce de serpents de la famille des Dipsadidae.

## Répartition
Cette espèce se rencontre :
- au Costa Rica ;
- au Panama ;
- en Colombie ;
- en Équateur.

## Publication originale
- Cope, 1876 "1875" : On the Batrachia and Reptilia of Costa Rica : With notes on the herpetology and ichthyology of Nicaragua and Peru. Journal of the Academy of Natural Sciences of Philadelphia, sér. 2, vol. 8, p. 93–154 (texte intégral).